# Jacek Romanowski
Jacek Romanowski (ur. 9 listopada 1951 w Krakowie) – polski aktor.

## Życiorys
Absolwent I Liceum Ogólnokształcącego im. Bartłomieja Nowodworskiego w Krakowie. W 1975 roku ukończył studia na PWST w Krakowie. W latach 1975–1978 był aktorem Teatru im. J. Kochanowskiego w Opolu, a od 1978 roku jest aktorem Starego Teatru w Krakowie. W latach 2008–2012 pełnił funkcję dziekana Wydziału Aktorskiego PWST w Krakowie. W 2010 roku został uhonorowany Nagrodą Ministra Kultury i Dziedzictwa Narodowego za osiągnięcia artystyczne. W 2013 roku otrzymał tytuł profesora w dziedzinie sztuk teatralnych.

## Filmografia
- 1976: Długa noc poślubna jako Adam Sikora
- 1976: Za metą start jako stażysta
- 1977: Rebus jako Andrzej
- 1980: Z biegiem lat, z biegiem dni... jako Tadeusz Żeleński (pseud. Boy) (odc. 3–6, odc. 8)
- 1980: W biały dzień jako szpicel śledzący „Białego”
- 1982: Blisko, coraz bliżej (odc. 6)
- 1985: Wawel Zaginiony
- 1985: Tumor Witkacego jako Władysław Strzemiński
- 1988: Oskarżony
- 1994: Śmierć jak kromka chleba jako górnik
- 1997: Łóżko Wierszynina jako „Solony”
- 1999: Tydzień z życia mężczyzny jako Mizoń
- 2001: Samo niebo jako Andrzej (odc. 1)
- 2004: Karol. Człowiek, który został papieżem jako profesor Krąpiec
- 2006: Jan Paweł II jako ksiądz
- 2007: Tajemnica twierdzy szyfrów jako generał
- 2007: Katyń jako rektor Uniwersytetu Jagiellońskiego
- 2007: Jutro idziemy do kina jako ojciec Bolesławskiego
- 2009–2016: Barwy szczęścia jako Waldemar Rybiński
- 2012: Wszystkie kobiety Mateusza jako ksiądz
- 2012: Czas honoru jako oficer polskiego wywiadu (odc. 60)
- 2018: Twarz jako dostojnik

### Spektakle telewizyjne
- 1976: Iwona, księżniczka Burgunda jako książę Filip
- 1980: Borys Godunow jako kozak Karela
- 1982: Znana nasza
- 1983: Polski listopad jako Stroński
- 1984: Owcze źródło jako Barrildo
- 1984: Monte Cassino
- 1984: Biedni ludzie jako aktor I
- 1987: Pięćdziesiąt dukatów jako pan III
- 1987: Kopciuszek jako Królewicz
- 1989: Ryszard III jako Krzysztof Urswick
- 1989: Historia Witolda Gombrowicza
- 1991: Marzyciele jako Stader
- 1994: Mały Lord jako Ben
- 1994: Calineczka jako syn Żaby
- 1995: Listopad jako Kazimierz Pułaski
- 1996: Tu się urodziłem jako Polak
- 1997: Wiosna Narodów w Cichym Zakątku jako Thomain
- 1997: Nowe szaty cesarza jako Dyktator mody
- 1998: Tak zwana ludzkość w obłędzie jako Kalikst
- 1998: Płaszcz jako Kandelabrow
- 2001: Hanna Wendling jako Jaretzki
- 2008: Prezent dla towarzysza Edwarda G. jako prezes Telewizji
- 2009: Rzeczpospolita Babińska
- 2010: Makbet jako Banquo
- 2014: Rewizor jako Stiepan Iwanowicz Korobkin
- 2015: Wasza wysokość jako Jerzy

### Etiudy
- 2004: Ja, Tadek jako Franciszek
- 2017: I teraz sama

## Nagrody i wyróżnienia
- 1977: Nagroda Dziennikarzy dla wyróżniającego się młodego aktora za rolę Tadeusza w Śniegu Stanisława Przybyszewskiego w reżyserii Bogdana Hussakowskiego w Teatrze im. Jana Kochanowskiego w Opolu[7]
- 1978: Wyróżnienie za rolę Gustwa-Konrada w Dziadach w reżyserii G. Mrówczyńskiego w Teatrze im.Cypriana Kamila Norwida w Jeleniej Górze[7]
- 1987: Nagroda aktorska za rolę Thamaina w Wiośnie Narodów w cichym zakątku A. Nowaczyńskiego, reż. T. Bradecki na XXVII Kaliskich Spotkaniach Teatralnych[3]
- 1997: Nagroda aktorska za epizodyczną rolę Begriffenfeldta w Peer Gyncie H. Ibsena, reż. M. Fiedor na XXXVII Kaliskich Spotkaniach Teatralnych[3]
- 2007: Nagroda Rektora PWST w Krakowie[3]
- 2010: Nagroda Ministra Kultury i Dziedzictwa Narodowego za osiągnięcia artystyczne[3]
- 2017: Srebrny Medal „Zasłużony Kulturze Gloria Artis”[8]